# Вербловский, Григорий Леонтьевич
Григорий Леонтьевич Вербловский (1837—1900) — русский юрист.
Окончил раввинское училище в 1860 году. В 1860—1864 годах — раввин в Вильне. В 1867—1868 годах — кандидат на судейскую должность. В 1868—1872 годах — секретарь гражданского отделения Санкт-Петербургского окружного суда. В 1872—1892 годах — член Воронежского окружного суда. С 1892 года — член Московской судебной палаты.
Основные труды по гражданскому праву и процессу:
- Об уступке залоговых обязательств, обеспеченных залогом недвижимого имения 1876 год
- Систематический сборник положений и извлечений из гражданских кассационных решений за 1866—1888 годы (1879—1889)
- Положение о Совете по железнодорожным делам и общий Устав российских железных дорог с объяснениями 1886 год
- Вопросы русского гражданского права и процесса 1896 год
- Вознаграждение за вред, причинённый недозволенными деяниями 1900 год
- Перевёл на русский язык Общее гражданское уложение Австрийской империи 1811 года в 1885 году.